# 穿城镇
穿城镇，是中华人民共和国江苏省宿迁市泗阳县下辖的一个乡镇级行政单位。2020年7月，撤销穿城镇、张家圩镇，设立新的穿城镇。以原穿城镇、张家圩镇的行政区域为穿城镇行政区域。
区域面积112平方千米。

## 行政区划
穿城镇下辖以下地区：
穿城社区、路东社区、静波村、圩河村、油坊村、新桥村、河北村、窑湾村、河西村和砖井村。